# Basznouna
Basznouna (zm. 19 maja 1164) – koptyjski eremita w klasztorze św. Makarego Wielkiego (Dayr Maqāriyūs) w starożytnym Skete w północnym Egipcie, męczennik wczesnochrześcijański i święty. Podczas panowania kalifa Al-Adid li-Din Allah z dynastii Fatymidów został aresztowany i nakłaniany do przejścia na Islam. Gdy odmówił, został w dniu 24 pachons 880 (19 maja 1164) spalony żywcem. Jego relikwie zostały pochowane w kościele św. Sergiusza w Kairze.